# Кубок Солідарності АФК
Кубок Солідарності АФК (англ. AFC Solidarity Cup) — міжнародний футбольний турнір, що проводиться Азійською конфедерацією футболу (АФК) для найслабкіших, у футбольному відношенні, країн-членів АФК.
Турнір був організований АФК замість скасованого Кубок виклику АФК, останній розіграш якого відбувся 2014 року. Перший турнір було проведено у листопаді 2016 року у Малайзії.

## Призери
| Рік             | Місце проведення | Фінал      | Фінал   | Фінал    | Матч за 3-є місце | Матч за 3-є місце | Матч за 3-є місце | Учасників |
| Рік             | Місце проведення | Переможець | Рахунок | Фіналіст | 3-тє місце        | Рахунок           | 4-е місце         | Учасників |
| --------------- | ---------------- | ---------- | ------- | -------- | ----------------- | ----------------- | ----------------- | --------- |
| 2016 Детальніше | Малайзія         | Непал      | 1–0     | Макао    | Лаос              | 3–2               | Бруней            | 7         |
| 2020 Детальніше | TBD              | TBD        | TBD     | TBD      | TBD               | TBD               | TBD               | TBD       |

## Переможці та призери
| Збірна | Чемпіон  | Фіналіст | 3-тє місце | 4-е місце |
| ------ | -------- | -------- | ---------- | --------- |
| Непал  | 1 (2016) |          |            |           |
| Макао  |          | 1 (2016) |            |           |
| Лаос   |          |          | 1 (2016)   |           |
| Бруней |          |          |            | 1 (2016)  |

## Статистика
| Збірна        | 2016 | Участей |
| ------------- | ---- | ------- |
| Бангладеш     | ×    | 1       |
| Бруней        | 4    | 1       |
| Лаос          | 3    | 1       |
| Макао         | 2    | 1       |
| Монголія      | ГР   | 1       |
| Непал         | 1    | 1       |
| Пакистан      | ×    | 1       |
| Шрі-Ланка     | ГР   | 1       |
| Східний Тимор | ГР   | 1       |

### Підсумкова таблиця
| Збірна        | І | В | Н | П | МЗ | МП | РІЗ | О  |
| ------------- | - | - | - | - | -- | -- | --- | -- |
| Непал         | 4 | 3 | 1 | 0 | 6  | 2  | +4  | 10 |
| Макао         | 5 | 3 | 1 | 1 | 8  | 5  | +3  | 10 |
| Лаос          | 5 | 3 | 1 | 1 | 11 | 9  | +2  | 10 |
| Бруней        | 4 | 1 | 1 | 2 | 7  | 7  | +0  | 4  |
| Монголія      | 3 | 1 | 0 | 2 | 3  | 5  | -2  | 3  |
| Шрі-Ланка     | 3 | 0 | 1 | 2 | 2  | 5  | -3  | 1  |
| Східний Тимор | 2 | 0 | 1 | 1 | 0  | 4  | -4  | 1  |